# Manuel González García
Manuel González García (Sevilla, 25 de febrero de 1877 - Madrid, 4 de enero de 1940) fue un obispo católico español, arcipreste de Huelva, obispo de Málaga y de Palencia.
Fue el fundador de la Unión Eucarística Reparadora, un movimiento religioso integrado por las Marías de los Sagrarios y Discípulos de San Juan, para seglares; los Misioneros Eucarísticos Diocesanos, para sacerdotes; y las Misioneras Eucarísticas de Nazaret, para religiosas.
En Huelva, junto con Manuel Siurot, fundó las Escuelas del Sagrado Corazón de Jesús, renombradas en la actualidad como Fundación Diocesana de Enseñanza Manuel Siurot.
Fue beatificado en 2001 por san Juan Pablo II y canonizado en 2016 por el papa Francisco. Es conocido como el Obispo del Sagrario Abandonado.

## Biografía

### Nacimiento
Nació el domingo 25 de febrero de 1877 en el seno de una familia humilde y religiosa, en la calle Vidrio número 22, en el barrio de San Bartolomé de Sevilla. Sus padres eran originarios de Antequera, provincia de Málaga. Se casaron en la Iglesia de San Pedro de esa ciudad y se trasladaron a Sevilla hacia 1875. Su padre, Martín González Lara, estableció en 1877 un taller de carpintería y ebanistería, y su madre, Antonia García, se ocupaba de la familia y el hogar. Manuel González tuvo dos hermanos mayores, Francisco y Martín, y una hermana menor, Antonia. Manuel Siurot fue amigo de la familia.
Manuel González fue bautizado el 28 de febrero en la Parroquia de San Bartolomé, con el nombre completo de Manuel Jesús de la Purísima Concepción Antonio Félix de la Santísima Trinidad.

### Estudios
Ingresó en el Colegio San Miguel, donde estaban los niños del coro de la Catedral de Sevilla. Antes de los diez años pasó a formar parte de los Seises, un grupo de niños que bailan delante del Santísimo de la Catedral de Sevilla en la Octava del Corpus Christi, en la Octava de la Inmaculada Concepción y en el Triduo de Carnaval.
El 5 de diciembre de 1899 fue confirmado en la capilla del Palacio Arzobispal por el cardenal Ceferino González y Díaz Tuñón.
El Convento de la Trinidad había sido desamortizado en 1835. En 1875, el arzobispo de Sevilla, Joaquim Lluch, adquirió el edificio para la Iglesia hispalense. El arzobispo Ceferino González y Díaz Tuñón restauró el edificio y decidió instalar en el mismo el Seminario Menor de Santo Tomás de Aquino, que comenzó a dar clases en el curso de 1888-1889. Este año entró como seminarista Manuel González. En 1881 los salesianos se habían instalado en Utrera. En 1892 los salesianos Francisco Atzeni y Pedro Ricaldone se trasladaron de Utrera a Sevilla para comenzar su labor pastoral en la ciudad, empleando para ello las estancias del antiguo convento. Pedro Ricaldone fue ordenado sacerdote por el cardenal arzobispo Benito Sanz y Forés el 27 de marzo de 1893 y dio su primera misa el 28 de marzo en la Parroquia de San Andrés, de la cual dependía el antiguo convento. La congregación creó un Oratorio Salesiano en el que participó Manuel, que tuvo una gran admiración por los salesianos y una gran devoción por su patrona, María Auxiliadora. En 1893 los salesianos instalaron en este convento una nueva casa, independiente de la de Utrera. Posteriormente, Pedro Ricaldone, que se había encontrado personalmente con san Juan Bosco en tres ocasiones, llegó a ser el cuarto sucesor de este en la dirección de la orden.
Obtuvo calificación sobresaliente (meritissimus) en todas las materias.
En abril de 1894 participó en la Peregrinación Nacional Obrera a Roma, por la encíclica Rerum novarum de León XIII de 1891, sobre doctrina social de la Iglesia.
Su profesor de Teología Dogmática, José Roca y Ponsa, fue uno de los fundadores de El Correo de Andalucía, junto con el beato Marcelo Spínola. Gracias a este profesor, fue colaborador del periódico. Firmaba sus artículos con el seudónimo "Gonzalo de Sevilla".
En el año 1901 se inauguró el Seminario Metropolitano de San Isidoro y San Francisco Javier en el Palacio de San Telmo, donado por la infanta María Luisa de Borbón. Este albergaba el Seminario Mayor y el Seminario Menor.
El 11 de junio de 1901 fue nombrado diácono.
En julio de 1901 obtuvo el doctorado en Teología. Su tesis doctoral fue sobre la Verdad en Cristo, transmitida por los apóstoles en la Iglesia.
En 1903 se licenció en Derecho Canónico.

### Comienzos como sacerdote
Manuel González fue nombrado sacerdote por el arzobispo cardenal Marcelo Spínola el 21 de septiembre de 1901 en la capilla del Palacio Arzobispal y dio su primera misa el 29 de septiembre en la iglesia del Convento de la Trinidad, que es la Basílica de María Auxiliadora. Mantuvo una estrecha relación con Marcelo Spínola, ya que Manuel González también participó en la prensa y propaganda católica en sus últimos tiempos de seminarista y en sus comienzos como sacerdote.
El 2 de febrero de 1902 fue a Palomares del Río, provincia de Sevilla, enviado por el arzobispo como misionero. Se dirigió a la Parroquia de Nuestra Señora de la Estrella, la cual se encontraba muy deteriorada y prácticamente abandonada. De rodillas, ante el Sagrario abandonado, donde se encuentra Jesús Sacramentado, Manuel González pensó en la cantidad de sagrarios abandonados que habría en el mundo, recibiendo la gracia carismática que transformó su vida y orientó sus obras eucarísticas. Estuvo en esta parroquia hasta el 11 de febrero de 1902. Aunque en 1902 ya se habían realizado algunas obras de restauración, la iglesia fue restaurada totalmente en 1905. En la actualidad, esta parroquia es uno de los lugares donde hay miembros de la Unión Eucarística Reparadora. El 2 de febrero de 2019 el obispo auxiliar de Sevilla, Santiago Gómez Sierra, realizó una ceremonia en la Parroquia de Nuestra Señora de la Estrella en honor de san Manuel González e inauguró una azulejo conmemorativo.
Posteriormente, pasó a ser capellán de las Hermanitas de los Pobres, que habían fundado una residencia de ancianos en Sevilla. Esta congregación fue fundada por santa Juana Jugan en el siglo XIX.

### Arcipreste de Huelva

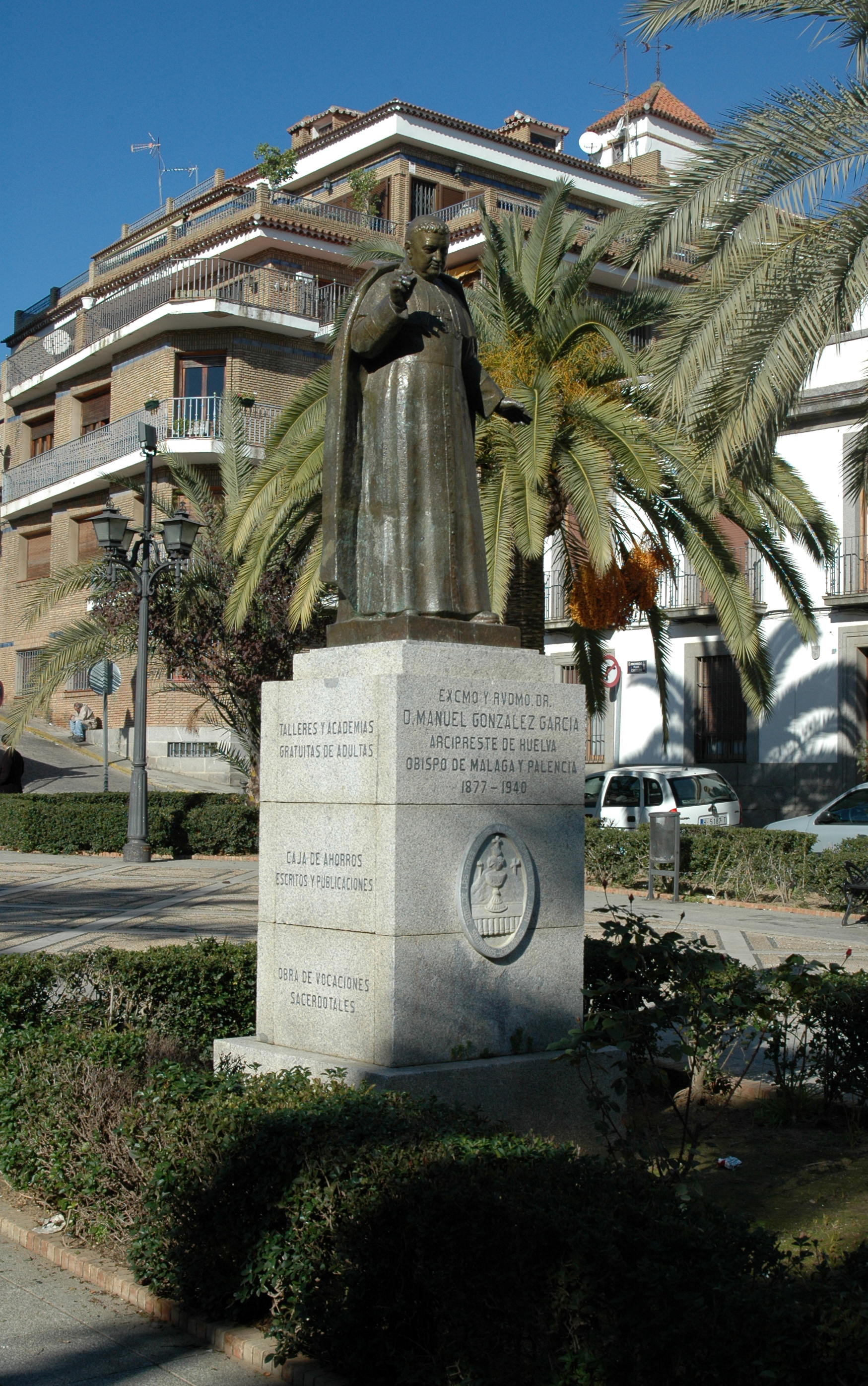
Monumento de Manuel González situado en la Plaza de San Pedro de Huelva

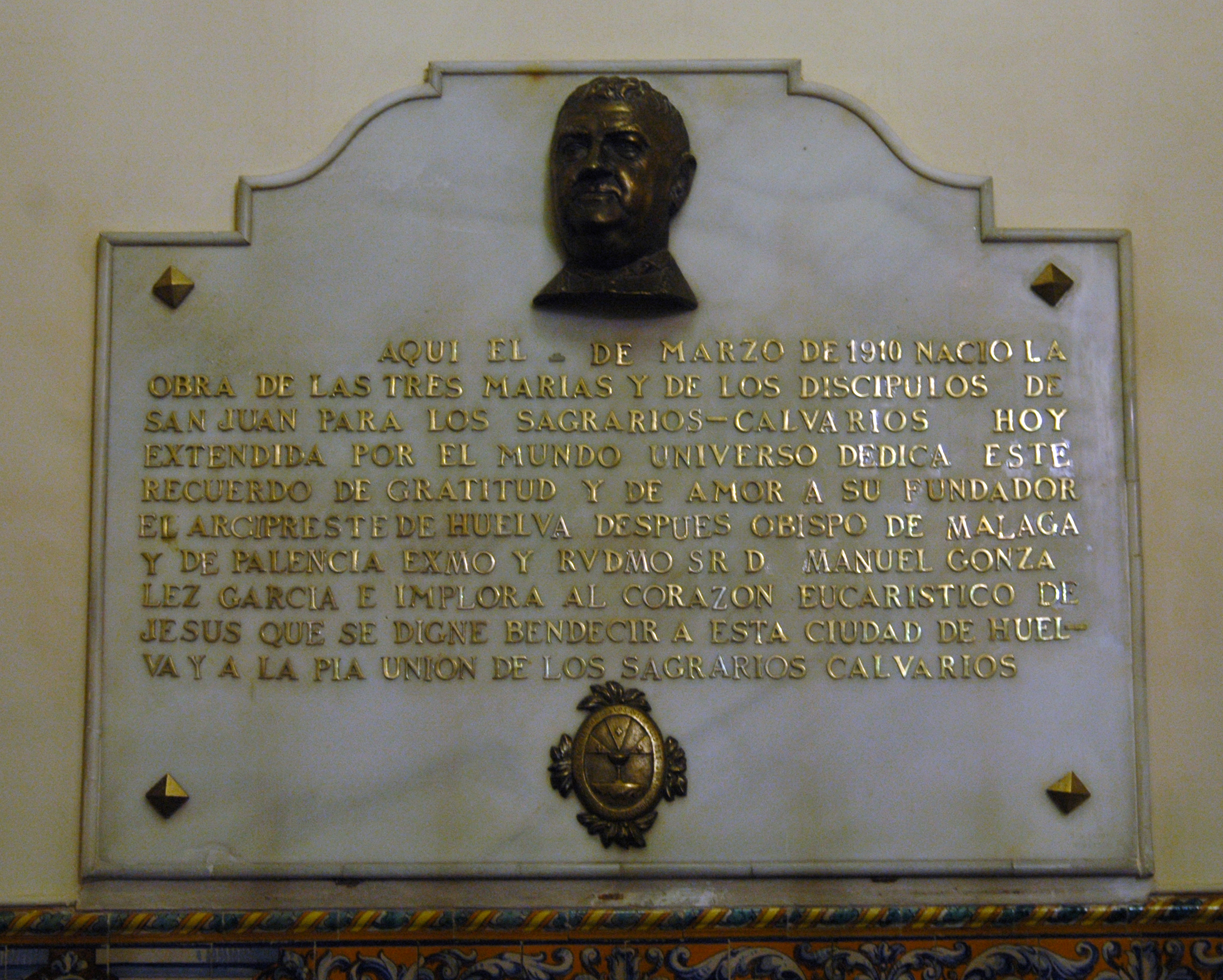
Placa en el sagrario de la Parroquia de San Pedro de Huelva dedicada a Manuel González

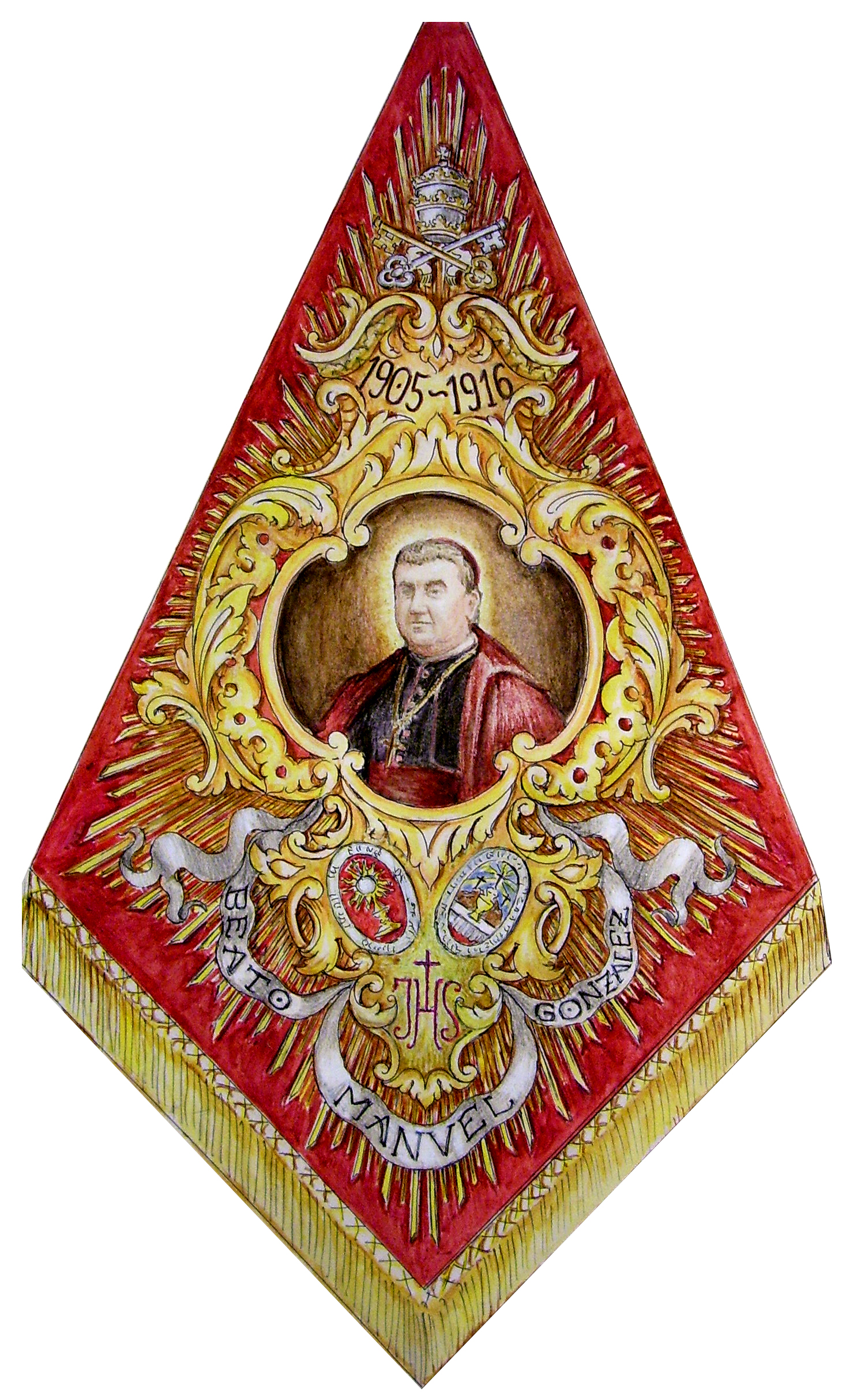
Banderin de Manuel González en el cortejo procesional de la Hdad. de Pasión de Huelva

El 1 de marzo de 1905 fue nombrado cura ecónomo de Parroquia Mayor de San Pedro de Huelva, de la que se hizo cargo el 9 de marzo. Su nombramiento como cura ecónomo se debió a que ya contaba con un párroco, Manuel García Viejo, aunque ya anciano, que se marchó de Huelva poco después de que Manuel se hubiese hecho cargo de la parroquia. El 16 de junio fue nombrado arcipreste.
Entre el 1 y el 9 de septiembre de 1902 ofició una novena a la Virgen del Carmen en Villalba del Alcor.
El 19 de agosto de 1906 tuvo lugar en la Parroquia de San Pedro el solemne voto y juramento que el clero, corporaciones religiosas y fieles de Huelva prestaron de defender el misterio de la Asunción de la Virgen María en cuerpo y alma a los cielos. Con este voto, Huelva se adelantó cuarenta y cuatro años a la proclamación del dogma asuncionista, hecha por el papa Pío XII en 1950.
El solemne acto asuncionista se celebró en la Parroquia Mayor de San Pedro. A requerimiento del arcipreste de Huelva, Manuel González García, asistieron el cura de esta parroquia y el de la Parroquia de la Purísima Concepción, Manuel González-Serna y Pedro Román Clavero. También fueron convocadas y acudieron las diputaciones de las hermandades: Sacramental de la Parroquia de San Pedro, de Nuestro Padre Jesús de las Cadenas y María Santísima de los Dolores (establecida en el ex-convento de la Merced), de Nuestra Señora del Rocío, de Nuestra Señora de la Cinta, de Vera Cruz y Soledad de María. Establecida en la parroquia de la Concepción: de la Virgen del Carmen, de San José y del Sagrado Corazón de Jesús. Además, también fueron invitados y acudieron del Apostolado de la Oración de la Parroquia de San Pedro, comisiones de las Conferencias de Caballeros de San Vicente de Paúl y del Centro Católico de Obreros, junto con numerosos fieles. El arcipreste Manuel González García leyó el voto en el púlpito ante todos los asistentes.
El 17 de noviembre de 1906 bendijo la Iglesia de San Francisco de Huelva. El 8 de noviembre de 1907 fundó la revista El Granito de Arena.
El 25 de enero de 1908 inauguró las Escuelas del Sagrado Corazón de Jesús, para niños pobres, en el barrio de San Francisco. Estas fueron fundadas junto al onubense Manuel Siurot, que renunció a su importante carrera como abogado para hacerse profesor de estos niños.
En 1907 participó en un viaje a Granada, con el arzobispo de Sevilla Enrique Almaraz Santos, para una asamblea de Acción Social Católica. En esta ocasión visitó las Escuelas del Ave María, fundadas por Andrés Manjón a finales del siglo XIX. Manuel González conoció a Andrés Manjón, con el que tuvo correspondencia a partir de entonces y se encontraron de nuevo en varias ocasiones. En 1913 Andrés Manjón visitó las Escuelas del Sagrado Corazón de Huelva, junto con otros sacerdotes, donde se encontró de nuevo con González y asistió a un par de conferencias de Siurot, que le resultaron de gran interés.
En julio de 1908 se inauguraron unas escuelas provisionales y se bendijo su iglesia en el barrio del Polvorín. Las nuevas Escuelas del Sagrado Corazón de este barrio y su correspondiente iglesia se inauguraron el 1 de abril de 1911. En 1914 las teresianas se hicieron cargo del centro educativo, que contó con apoyo económico de Siurot.
El 16 de noviembre de 1908 dio una conferencia en la III Semana Social Española, que se celebró en Sevilla.
El 4 de marzo de 1910 fundó la Obra de las Marías de los Sagrarios, de mujeres seglares, centrada en el culto al Santísimo Sacramento en los Sagrarios. El título hace referencia a las Tres Marías que acompañaron a Jesús en el Calvario. En abril de 1911 fundó los Discípulos de San Juan, para hombres seglares, con el mismo propósito. El título hace referencia al apóstol que estuvo en el Calvario con las Tres Marías. El 2 de octubre de 1912 fundó los Juanitos del Sagrario, para los niños.
En 1911 escribió el Reglamento de la Obra de las Marías de los Sagrarios y Discípulos de San Juan y en 1913 el Manual de las Marías y de los Discípulos de San Juan.
La Obra de las Marías de los Sagrarios se extendió por las diócesis de España, Portugal, Italia y Bélgica. El primer país americano en donde se establecieron fue Cuba, en 1913. Posteriormente, se establecieron en Argentina, Puerto Rico, Ecuador, Perú, Venezuela y México.
En mayo de 1912 fue a visitar a las marías de la Iglesia de las Esclavas del Sagrado Corazón de Jesús de Madrid. Estas le propusieron que se diese también la posibilidad de visitar a las marías que estuviesen enfermas con la Eucaristía. El 28 de noviembre de 1912 fue recibido en audiencia por el papa san Pío X. Este se interesó por su actividad apostólica y bendijo la obra. También autorizó que en España tuvieran el privilegio del altar portátil para visitar a los enfermos. Durante su estancia en Roma se alojó en el Pontificio Colegio Español de San José. Benedicto XV autorizó que también tuvieran el privilegio del altar portátil en Portugal. El 22 de agosto de 1924 el papa Pío XI le concedió que tuvieran el privilegio del altar portátil en todos los países donde estuvieran.
En 1913 recibió el título honorífico de camarero secreto de Su Santidad.
En 1913, durante la huelga de los mineros de Rio Tinto Company Limited, Manuel González repartió vales de los comedores escolares a todos los niños que lo necesitasen y recogió limosnas para los hijos de los mineros.
El 27 de junio participó en el I Congreso Catequístico Nacional, que tuvo lugar en Valladolid.
El 9 de abril de 1915 puso un Sagrario en su oratorio particular, por concesión de Benedicto XV.
El 6 de diciembre de 1915 el papa Benedicto XV lo nombró obispo titular de Olimpo y obispo auxiliar de Málaga. Recibió la noticia el 7 de diciembre, encontrándose en Sevilla para estar en la fiesta de la Inmaculada. Regresó a Huelva y luego volvió a Sevilla, acompañado por Leopoldo Eijo y Garay, obispo de Tuy, para su consagración como obispo en la Catedral de Sevilla el 6 de enero de 1916 por el cardenal Enrique Almaraz Santos. A la ceremonia, en la que se cantó un Te Deum, acudieron miles de personas. El 20 de enero regresó a Huelva, donde fue recibido por una multitud del pueblo y por las autoridades de la ciudad. Se dirigió a la Parroquia de San Pedro, donde se cantó un Te Deum.
Alfonso XIII le envió un telegrama que decía: "Le saludo con afecto y beso reverente su pastoral anillo". El 8 de febrero se dirigió a Madrid para dar las gracias al rey. En esta ciudad presidió, con el nuncio Francesco Ragonesi y el obispo de Tuy, una reunión de las marías madrileñas. Luego fue a Toledo, donde visitó al cardenal arzobispo Victoriano Guisasola y Menéndez.
En 1940 el Ayuntamiento de Huelva rotuló una calle con el nombre de Arcipreste Manuel González García. El 11 de mayo de 1961, en la clausura del I Congreso Eucarístico Diocesano, promovido por las marías onubenses, el obispo Pedro Cantero Cuadrado inauguró el Monumento a San Manuel González, una estatua de bronce realizada por Víctor de los Ríos, en la Plaza de San Pedro de Huelva.
Desde el año 2008, en el frontal del paso procesional de Jesús de la Pasión de Huelva se situó, sobre el escudo de la hermandad, un ostensorio para portar una reliquia de san Manuel González García, dada la estrecha vinculación entre el santo y el Señor del Sagrario (después llamado Jesús de la Pasión) durante sus años de estancia en la Parroquia Mayor de San Pedro.

### Obispo de Málaga
Llegó a la ciudad de Málaga el 25 de febrero de 1916 como obispo auxiliar, nombrado por Benedicto XV. El 20 de marzo comenzó a visitar, durante una semana, cada una de las parroquias de la diócesis. Empezó por Benagalbón. Pasó por 25 pueblos y terminó de visitarlas el 3 de diciembre de 1916.
El 20 de febrero de 1917 Benedicto XV le nombró administrador apostólico de la diócesis, lo que le fue comunicado por el nuncio Francesco Ragonesi, y el obispo Juan Muñoz Herrera, ya anciano, se marchó a Antequera, su ciudad natal, con su familia.
En noviembre de 1917 visitó Huelva, donde fue recibido por una multitud del pueblo y las autoridades, y vio cómo iban sus fundaciones. Visitó de nuevo esta ciudad en febrero de 1920 y en mayo de 1922.
El 9 de enero de 1918 fundó los Misioneros Eucarísticos Diocesanos, para sacerdotes. El 1 de febrero se aprobó la instrucción pastoral de esta obra.
Entre el 17 y el 27 de mayo de 1918 realizó una visita pastoral a Melilla con un grupo de religiosos, entre los que se encontraba el beato Tiburcio Arnaiz.
En la legislatura de 1918-1919 fue senador, designado por el arzobispado de Granada.
El 30 de mayo de 1919 asistió al acto multitudinario de la Consagración de España al Sagrado Corazón de Jesús por Alfonso XIII en el monumento construido para ello en el Cerro de los Ángeles de Getafe, Comunidad de Madrid.
El 22 de marzo de 1920 el papa Benedicto XV lo nombró obispo de Málaga. Esto fue celebrado con una ceremonia en la Catedral de Málaga, en la que se cantó un Te Deum. Su primer acto como obispo fue la procesión de la Virgen de la Victoria, patrona de Málaga, y acudía todos los sábados al Santuario de la Victoria, donde se le cantaba la Salve.
En 1916 Fernando Soto Aguilar, IV conde de Puerto Hermoso, mandó hacer una estatua del Sagrado Corazón de Jesús de 2,5 m de altura para situarla en un monte de la Sierra de Gibralmora, en el municipio de Pizarra. El monumento fue bendecido el 12 de enero de 1921 por Manuel González, en una ceremonia en la que también estuvo Tiburcio Arnaiz. Fue destruido por grupos anticlericales durante la Guerra Civil, en 1936. En la actualidad hay otra estatua del Sagrado Corazón de Jesús, realizada en 1994.
A comienzos de 1919, para la construcción de un nuevo seminario a las afueras, llamó a los ingenieros Rafael Benjumea y Burín y Fernando Loring Martínez, que le proporcionaron delineantes para la construcción de los caminos y las instalaciones necesarias para la urbanización del terreno. El obispo puso la primera piedra del nuevo Seminario de Málaga el 16 de mayo de 1920. El seminario se construyó entre 1920 y 1924. San Manuel González quiso consagrar la diócesis de Málaga al Sagrado Corazón de Jesús, del que era muy devoto. El 20 de noviembre de 1927 se hizo una misa pontifical encargada por el arzobispo de Granada, Vicente Casanova y Marzol. Tras la misa, se bendijo una estatua del Sagrado Corazón de Jesús de tres metros de altura que tenía la Sagrada Forma en una mano y la Cruz en la otra. Luego se colocó la estatua en la parte superior de la iglesia del seminario y el obispo san Manuel González leyó la consagración. La imagen fue derribada por grupos anticlericales durante la guerra civil española. Volvió a colocarse sobre la iglesia el 22 de julio de 1939.
El seminario fue visitado por Alfonso XIII y Victoria Eugenia de Battenberg el 11 de febrero de 1926.
El 3 de mayo de 1921 fundó en Málaga las Misioneras Eucarísticas de Nazaret, para religiosas consagradas.
Durante la guerra del Rif, mostró una gran atención por los heridos, visitándolos en el hospital, y por el clero melillense. En septiembre de 1921 publicó la carta pastoral Los deberes de la hora presente, donde comparaba a los moros con los filisteos, mencionaba que España se había salvado de la I Guerra Mundial y eso no había servido para aumentar su agradecimiento a Dios y llamaba a la conversión a Cristo. En diciembre de 1921 pasó las fiestas de la Navidad en Melilla.
Entre el 25 y el 26 de mayo de 1922 un incendio en la Aduana dejó 28 muertos. El obispo acompañó el entierro de las víctimas en el Cementerio de San Miguel, mandó a las iglesias hacer actos religiosos por lo sucedido y llamó a la caridad con las familias de los afectados.
En octubre de 1922 fue ad limina apostolorum a Roma. Fue recibido en audiencia por Pío XI el 27 de octubre de 1922.
El obispo le pidió a santa Ángela de la Cruz que instalase un convento de las Hermanas de la Cruz en Málaga para atender a los necesitados. Como no tenían medios para eso, les ofreció a las monjas la planta baja del Palacio Episcopal, donde se instalaron en 1924. Santa Ángela de la Cruz y Manuel González se escribieron varias cartas y se visitaron en varias ocasiones.
El 25 de octubre de 1925 se fundó el convento de las Hermanas de la Cruz de Ronda, provincia de Málaga. Los que aportaron los medios fueron los marqueses de Salvatierra. A la fundación asistieron santa Ángela y Manuel González, que bendijo la capilla y situó en la misma el Santísimo Sacramento. El convento se puso bajo la protección de san Rafael y santa Ana.
Entre el 11 y el 12 de mayo de 1931 grupos anticlericales incendiaron 41 edificios religiosos en Málaga. La noche del 11 de mayo un grupo asaltó el Palacio Episcopal de Málaga y lo incendió. El obispo, el personal del servicio y las siete monjas que había pudieron escapar, con la ayuda del portero, por una puerta que unía este edificio con el Colegio de los Maristas. Al salir del colegio fueron descubiertos por estos grupos, pero algunos decidieron dejarles con vida y pudieron marcharse. Se alojaron en la casa del sacerdote Antonio Rodríguez Ferro. El comunista Cayetano Bolívar se paseó por Málaga con la capa magna que había saqueado. El incendio, además de arrasar el edificio, acabó con sus tesoros archivísticos, artísticos y documentales.
Ante el clima de tensión y la falta de garantías por parte de las autoridades, el 13 de mayo fue a la casa de campo La Vizcaína, de Eduardo Heredia y Manuel López. Aquel día se marchó a Gibraltar, acompañado por sus familiares, el ingeniero Fernando Loring y el prelado Ángel Fraile. Allí fue acogido por el obispo de la diócesis, Richard Fitzgerald. El 26 de diciembre de 1931 se trasladó a Ronda. El 29 de julio fue a Madrid, donde se encontró con el nuncio Federico Tedeschini. A comienzos de agosto se dirigió a Elorrio, donde fue recibido por en la casa de la familia Láriz. El 24 de septiembre fue San Sebastián, donde se entrevistó con el nuncio, que se encontraba ahí de vacaciones, para regresar posteriormente a Elorrio. En octubre fue a la Santa Sede, ad limina apostolorum, partiendo de San Sebastián el 4 de octubre. El 10 de octubre fue recibido en audiencia con por el papa Pío XI, que estaba muy apenado por la situación en España. El 24 de octubre fue a Turín, donde fue acogido por los salesianos, de los cuales era rector su amigo Pedro Ricaldone.
El 1 de noviembre llegó a Barcelona y el 7 de noviembre a Zaragoza. Posteriormente, fue a Madrid, donde se entrevistó con el nuncio Tedeschini, que le informó de todo lo que había sucedido en la diócesis de Málaga en su ausencia y le recomendó que no regresase y que dirigiese la diócesis desde Madrid. Se alojó en un piso de la calle Blanca de Navarra, de la familia Calonge y Page, donde había una capilla con un Sagrario.
En febrero de 1932 el obispo fue a Sevilla a visitar a santa Ángela de la Cruz, cuando se encontraba en sus postrimerías, y consoló a las monjas por la persecución que sufría la Iglesia durante la II República.
En junio de 1933 fundó en Madrid las Marías Auxiliares Nazarenas, para mujeres seglares consagradas. Posteriormente se le llamó Misioneras Eucarísticas Seglares de Nazaret.
En marzo de 1934 fue invitado por los salesianos a la canonización de san Juan Bosco en Roma, que tuvo lugar el 1 de abril. Se alojó en el Colegio Español. El 29 de marzo fue recibido en audiencia por Pío XI. A su regreso pasó por Turín, donde fue acogido por los salesianos. Entre los días 10 y 17 de abril hizo ejercicios espirituales en el Monte Tibidabo de Barcelona, donde se encuentra el Templo Expiatorio del Sagrado Corazón.
El 16 de mayo de 1933 recibió a Josemaría Escrivá. Desde entonces mantuvieron una amistad que continuó después de la Guerra Civil.
El 18 de abril de 1934 fue recibido por los salesianos en la Parroquia de María Auxiliadora de Sarriá, donde tuvo lugar una ceremonia en honor de san Juan Bosco, presidida por el obispo Manuel Irurita.
El 4 de marzo de 1935 celebró los 25 años de las Marías de los Sagrarios en Madrid. En el acto leyó una carta del cardenal Pacelli, futuro Pío XII, en la que alababa la obra de las marías.

### Obispo de Palencia
El 5 de agosto de 1935 el papa Pío XI lo nombró obispo de Palencia. El 6 de octubre fue al Monasterio de San Isidro de Dueñas, de los trapenses, donde se encontraba san Rafael Arnaiz. Allí hizo una procesión por el interior del monasterio e hizo ejercicios espirituales. Llegó a Palencia el día 12 de octubre, día de la Virgen del Pilar. Se puso los ornamentos del cargo en el Convento Agustinas Canónigas y fue bajo palio a la Catedral de Palencia. En la ciudad había unas 30 000 personas de celebración y había varios arcos triunfales por el recorrido.
El 1 de enero de 1937 fundó la revista infantil Reine.
En junio de 1937 firmó la Carta Colectiva del Episcopado español en la que los obispos legitimaban el alzamiento militar del general Franco. En noviembre del mismo año publicó la pastoral Lecciones de la tragedia presente. Preparando soluciones para la posguerra, en la que, en la línea que después adoptaría el bando vencedor, abogaba por una "desinfección cultural" contraria al liberalismo secularizador a través de la recristianización y reespañolización de la población. Debido a su actuación en la sede palentina, ha sido considerado como un obispo «de significado apoyo a Franco».
En 1939 fundó la Juventud Eucarística Reparadora, para jóvenes.

### Muerte
Falleció en el Sanatorio del Rosario, en Madrid, el 4 de enero de 1940. Fue sepultado en la Capilla del Sagrario de la Catedral de Palencia. Su sepulcro cuenta con el epitafio que él mismo dictó:

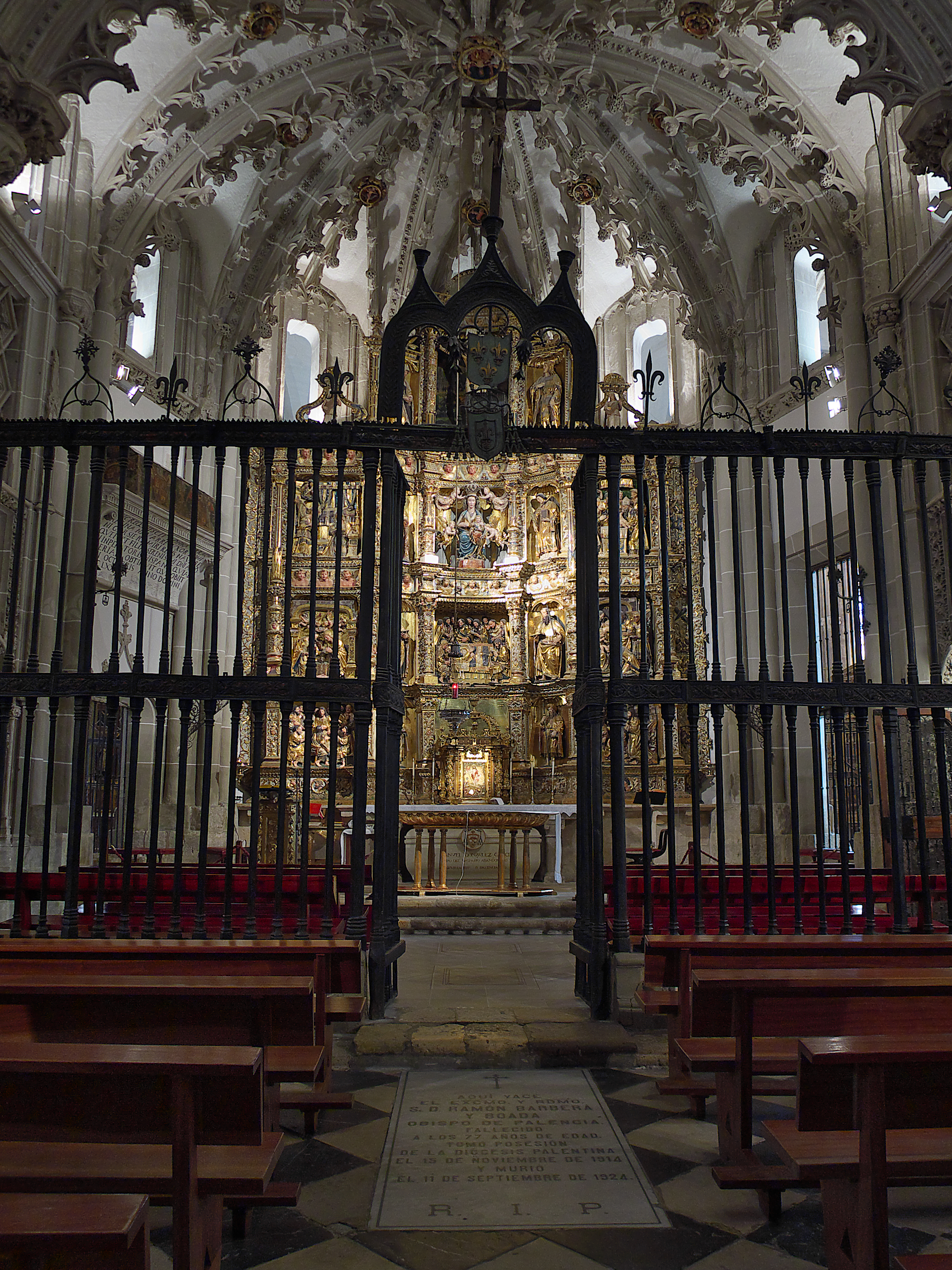
Capilla del Sagrario de la Catedral de Palencia, donde está sepultado el santo.

«Pido ser enterrado junto a un Sagrario,
para que mis huesos, después de muerto,
como mi lengua y mi pluma en vida,
estén siempre diciendo a los que pasen:
 ¡Ahí está Jesús! ¡Ahí está! ¡No lo dejéis abandonado!.
 Madre Inmaculada, san Juan, santas Marías,
llevad mi alma a la compañía eterna
del Corazón de Jesús en el cielo».

## Unión Eucarística Reparadora
Para laicos:
- Marías de los Sagrarios, para mujeres seglares, fundada en 1910.
- Discípulos de San Juan, para los hombres seglares, fundada en 1911.
- Reparación Infantil Eucarística, para niños, fundada en 1912.
- Juventud Eucarística Reparadora, para jóvenes, fundada en 1939.
- Matrimonios UNER.

Para consagrados:
- Misioneros Eucarísticos Diocesanos, para sacerdotes, fundada en 1918.
- Misioneras Eucarísticas de Nazaret, para religiosas, fundada en 1921.
- Misioneras Eucarísticas Seglares de Nazaret, para mujeres seglares consagradas, fundada en 1933.

## Obra
- Lo que puede un cura hoy. 1910.[31] En 1999 ya se habían publicado once ediciones.
- Granitos de sal. 1911.[93]
- Un granito más. 1911.[93]
- Granitos de sal. 2ª serie. 1914.[93]
- Aunque todos... yo no. 1917.[93]
- Mi Sagrario y mi secreto. 1922.[94]
- En busca del escondido.1922.[93]
- Partiendo el pan a los pequeñuelos. 1923.[93]
- Mi comunión de María. 1924.[95][93]
- Qué hace y qué dice el Corazón de Jesús en el Sagrario. 1925.[93]
- El abandono de los sagrarios acompañados. 1927.[96]
- Apostolados menudos. 1927.[93]
- Artes para ser apóstol. 1928.[93]
- Mi seminario. 1928.[93]
- Arte y altar. 1928.[94]
- Oremos en el Sagrario como se oraba en el Evangelio. 1930.[93]
- Pedagogía de la misa. 1930.[94]
- Jesús callado: la Eucaristía, escuela del silencio. 1930.[93]
- Sembrando granitos de mostaza. 1931.[93]
- Nuestro barro. 1933.[93]
- El rosario sacerdotal. 1933.[93] El 10 de diciembre de 2022 el papa Francisco citó frases de este libro en un discurso a seminaristas de Barcelona.[97]
- Programa cíclico del catecismo. 1933.[93]
- Todos catequistas. 1933.[93]
- La gracia en la educación. 1935.[93]
- Un sueño pastoral. 1935.[98]
- Cartilla del catequista cabal. 1936.[93]
- XXV lecciones de cosas pasadas y por pasar. 1939.[93]
- Decenario al Espíritu Santo. 1940.[93]
- Mi jaculatoria de hoy. 1940.[93]
- Florecillas del sagrario: en busca del Abandonado. 1940.[93]
- Así ama Él: el Corazón de Jesús en el Evangelio y en la Eucaristía. 1947.[93]
- Partículas del Evangelio. 1952.[93]
- Un mal y un remedio. Sin datos sobre la fecha de su primera edición.[93]
- Camino para ir a Jesús. Sin datos sobre la fecha de su primera edición.[93]

En 1932 se editó un libro titulado Arte y liturgia, que recopilaba los libros: Mi sagrario y mi secreto, de 1922; Arte y altar, de 1928; y La pedagogía de la misa, de 1930.

## Venerable
El 2 de mayo de 1952 comenzó en Palencia el proceso diocesano sobre la santidad de Manuel González. El 6 de abril de 1998 el papa Juan Pablo II lo declaró venerable por haber vivido heroicamente las virtudes cristianas.

## Beatificación
El 20 de diciembre de 1999 el papa Juan Pablo II aprobó un milagro atribuido a su intercesión. El milagro tuvo lugar en el pueblo de Requena de Campos, provincia de Palencia, en diciembre de 1953. Sara Ruiz Ortega, que entonces tenía 18 años, llevaba cinco años sufriendo una grave peritonitis tuberculosa que la había dejado paralítica. El médico José García Izquierdo avisó a la familia de que iba a fallecer. El párroco palentino Francisco Teresa León fue por una reliquia del obispo a la Casa de Nazaret de Palencia e hizo que se la pusieran bajo la almohada, sin que ella lo supiera, y el sacerdote y la hermana de la enferma comenzaron una novena de oración a Dios por la intercesión. Tras esta novena, y de forma absolutamente inexplicable para la ciencia médica, quedó completamente curada y pudo hacer vida normal.
Fue beatificado el 29 de abril de 2001, por el papa Juan Pablo II, en Roma, junto a otros cuatro beatos: Carlos Manuel Cecilio Rodríguez Santiago, laico; María Ana Blondin, virgen, fundadora de la Congregación de las Hermanas de Santa Ana; Catalina Volpicelli, virgen, fundadora de las Esclavas del Sagrado Corazón; y Catalina Cittadini, virgen, fundadora de las Hermanas Ursulinas de Somasca. 
En la ceremonia hubo 3 000 peregrinos españoles. Asistieron los protagonistas del milagro que ha permitido su beatificación, sobrinos del beato, obispos, sacerdotes y seminaristas; más de 200 misioneras Eucarísticas de Nazaret, miembros de las distintas ramas del movimiento de laicos, laicas consagradas, y en representación del Gobierno de España, Juan José Lucas Giménez, como ministro de la Presidencia.
En la homilía de la misa de beatificación, Juan Pablo II dijo las siguientes palabras:

Aquel discípulo que Jesús tanto quería le dice a Pedro: "Es el Señor" (Jn 21, 7). En el evangelio hemos escuchado, ante el milagro realizado, que un discípulo reconoce a Jesús. También los otros lo harán después. El pasaje evangélico, al presentarnos a Jesús que "se acerca, toma el pan y se lo da" (Jn 21, 13), nos señala cómo y cuándo podemos encontrarnos con Cristo resucitado: en la Eucaristía, donde Jesús está realmente presente bajo las especies de pan y de vino. Sería triste que esa presencia amorosa del Salvador, después de tanto tiempo, fuera aún desconocida por la humanidad. Esa fue la gran pasión del nuevo beato Manuel González García, obispo de Málaga y después de Palencia. La experiencia vivida en Palomares del Río ante un sagrario abandonado le marcó para toda su vida, dedicándose desde entonces a propagar la devoción a la Eucaristía, y proclamando la frase que después quiso que fuera su epitafio: "¡Ahí está Jesús! ¡Ahí está! ¡No lo dejéis abandonado!". Fundador de las Misioneras Eucarísticas de Nazaret, el beato Manuel González es un modelo de fe eucarística, cuyo ejemplo sigue hablando a la Iglesia de hoy.

## Canonización
El 3 de marzo de 2016, el papa Francisco recibió en audiencia privada su eminencia el cardenal Angelo Amato, S. D. B., prefecto de la Congregación para las Causas de los Santos, y autorizó a la congregación a promulgar el decreto referente a un milagro atribuido a la intercesión del entonces beato Manuel González García. Este milagro tuvo lugar en Madrid en 2008, cuando una mujer llamada María del Carmen Varela Feijoo sufría un linfoma que, a su edad, podía causarle la muerte. Su marido le pidió al párroco Francisco Teresa León que le administrase la unción de enfermos. En ese momento el párroco no pudo ir, pero les mandó una estampa del entonces beato Manuel González y les pidió que rezasen por su intercesión. La mujer comenzó a rezar una novena para la sanación y, al cuarto día, cuando acudió a una nueva revisión, le dijeron que el linfoma había desaparecido y que estaba totalmente curada.
El 20 de junio de 2016 se tuvo un consistorio público en vistas de la canonización de cinco beatos, entre ellos Manuel González García. Fue canonizado por el papa Francisco el 16 de octubre de 2016. En la ceremonia también fueron canonizados otros seis beatos: Salomón Leclercq; sacerdote martirizado en la Revolución Francesa; José Sánchez del Río, joven martirizado durante la Guerra Cristera de México; Ludovico Pavoni, sacerdote italiano; Alfonso María de Fusco, obispo italiano; José Gabriel Brochero, sacerdote argentino; e Isabel de la Trinidad, monja francesa, carmelita descalza.

## Museo en Palencia
En la Casa de las Hermanas Nazarenas de Palencia existe un museo dedicado a la memoria del fundador. En él se exponen objetos que pertenecieron al obispo, algunos del ellos rescatados del incendio del palacio episcopal de Málaga.